# Херцогство Сполето
Херцогство Сполето (на италиански: Ducato di Spoleto) е едно от херцогствата, създадени от лaнгобардите в Италия. То оцелява дълго време след падането на Лaнгобардското кралство (774 г.), преминавайки под контрола първо на франките, а след това на папското благородничество до 1198 г. Заедно с Херцогство Беневенто съставлява Мала Лангобардия. Херцогството първоначално включва части от днешните италиански региони Абруцо, Лацио, Марке и Умбрия. В следващия период със същото име, но на вече по-малка територия, е присъединено към Папската държава, като по-късно става провинция.
Лангобардското проникване в Централна и Южна Италия, традиционно считано за епоха на или непосредствено след завладяването на север (Голяма Лангобардия), направено от Албоин през 568 – 569 г., се счита от съвременната историография за малко по-късно. Липсата на източници за периода възпрепятства някои заключения, но преобладаващото мнение поставя завладяването на Сполето от Фароалд I и последващото основаване на херцогството в ранните години на Периода на херцозите (574 – 584), вероятно през 576 г.

## Територия
Границите на херцогството често са несигурни и се променят многократно по време на съществуването на Лангобардското кралство. Неговото стабилно ядро обаче граничи на изток с Адриатическо море, на юг с Херцогство Беневенто (също лангобардско), а за останалата част с Византийския Равенски екзархат: на запад с т. нар. Patrimonium Petri (принадлежащ на Светия престол), на север с Византийския коридор, който свързва Рим с Равена, и на североизток с Византийски пентаполис. Стратегическото и военното значение на столицата Сполето изглежда очевидно с принадлежащите гасталди и Спело, Асизи и Терни. Херцогството е разделено на десет гасталди:
1. Риети
2. Марси (Авецано)
3. Форкона (Акуила)
4. Валва (Сулмона)
5. Пене
6. Сполето
7. Ночера Умбрия
8. Норча
9. Асколи Пичено
10. Камерино[3]

Общото му население, според някои историци, е около 100 000 жители през 10 век, а площта е около 5000 квадратни километра.

## История

### Херцогство в рамките на Лангобардското кралство (570 – 774)

#### VI век
Дори след приключването на Периода на херцозите и възстановяването на централната кралска власт с Аутари (584 г.) Херцогство Сполето, управлявано от Фароалд I до 591 г., остава по същество независимо. Херцогът, след като връща на папа Бенедикт I поземлените имоти на Сполето, узурпирани от манастира Сан Марко in Pomeriis, получва в замяна папското съгласие да заеме територията на Класе - най-важното морско пристанище на Адриатическо море, с наличието на силната религиозна привлекателност на Сант Аполинаре ин Класе – базилика, вече осветена през 547 г. и една от най-значимите във византийската архитектура.
Фароалд, срещу когото се противопоставя екзархът на Равена Смарагд, претърпява сериозно поражение и е заменен от Ариулф  (591 – 600). Ариулф продължава военната експанзия срещу византийците, укрепвайки автономията на херцогството, което следователно е в състояние самостоятелно да избира собствените си суверени, дори пренебрегвайки кралската воля.
В спора за върховенството на властта между императорската институция на Равенския екзархат и новата териториална структура, определена от лангобардската окупация, се включва Папството. То успява да се легитимира като посредническа сила в конфликта благодарение на великата личност на Григорий Велики (590 – 604), въпреки че се нуждае от защита от доминиращите правителства, за да постигне собствените си духовни цели, нелишени от светски интереси, насочени към увеличаване на Наследството на Свети Петър.

#### VII век
През VII век територията е управлявана от Теоделап (600 – 653) и Тразамунд I (около 663 – 700). През 662 г. херцогството подкрепя узурпацията на Гримоалд, херцог на Беневенто, срещу Пертарит и Годеперт. С обръщането на лангобардите към Католицизма, след кралското покръстване на Агилулф и Теодолинда, херцогството се отваря за римската мисионерска дейност, където обаче има слабо удостоверетелни резултати. В рамките на Херцогство Сполето обаче около 680 г. възниква най-големият лангобардски манастир в Централна Италия: Абатство Фарфа в Сабина.

#### VIII век
След смъртта на Тразамунд I херцогството преминава към сина му Фароалд II. По време на управлението на Лиутпранд, крал от 712 г., Фароалд окупира пристанището на Класе, но монархът, който преследва решително политиката на централизация и консолидация на централната власт чрез потискане на твърдата опозиция на херцогствата на Мала Лангобардия, му нарежда да го върне на византийците (712 или 713 г.). Синът на Фаролад – Тразамунд II се надига срещу херцога, като го принуждава да се оттегли в манастир и заема мястото му, въпреки че е възможно детронирането на Фароалд да датира от 710 г., следователно преди възкачването на Лиутпранд на трона. Според легенда през 705 г. Фароалд II става покровител на Св. Тома от Фарфа, на когото дарява земя и ресурси за реконструкцията на Абатство Фарфа, разрушено от лангобардите в края на миналия век. Според легендата самият херцог след това се оттегля в Абатство „Сан Пиетро ин Вале“ близо до Ферентило (който все още пази някои херцогски гробници), намирайки смъртта си там през 728 г.
През 717 г. Лиутпранд, възобновил военните действия, насочени към разширяване на лангобардското владение в Италия, атакува Равена. Така Тразамунд се възползва от възможността да окупира Нарни, но когато през 724 г. кралят провокира папа Григорий II в Рим, той среща съпротивата на херцозите автономисти на Мала Лангобардия. Сполетците се противопоставят на Лиутпранд на моста Саларио, допринасяйки за поражението на суверена. Така е създаден съюз между Сполето, Беневенто и Папството, свързан от общия интерес да се противопостави на укрепването на Лиутпранд. Лиутпранд се съюзява на свой ред с екзарх Евтихий, с когото е обединен в този момент от желанието да доведе обратно под легитимната власт на по-независимите владетели на Централна и Южна Италия. След това Лиутпранд тръгва към Сполето, окупира го и получава подчинението на Тразамунд и Ромуалд II от Беневенто. През 739 г. Лиутпранд отново нахлува в римска територия; за втори път папата прибягва до помощта на Тразамунд. Конфликтът е окончателно разрешен от папа Захарийя, който през 742 г. успява да издейства от Лиутпранд връщането на всички окупирани крепости. Бунтовникът Тразамунд е свален и затворен в манастир, а Лиутпранд го заменя с племенника си Агипранд.
През втората половина на VIII век традиционната политическа автономия на херцогството е задържана от наследниците на Лиутпранд, който след смъртта си (744 г.) напуска Лангобардското кралство на върха на силата и сплотеността: следователно последните лангобардски крале продължават да се противопоставят на прекомерната фрагментация на херцогския партикуларизъм. И Ратчис, макар и слаб суверен в сравнение с великия си предшественик, успява да наложи херцог в Сполето, лоялен към него: Луп. Именно тази вярност струва  херцогството на Луп, който през 751 г. е свален от престола от новия суверен Айзтулф (749-756), който сам поема регентството. След смъртта на Айзтулф населението на Сполето приветства новия херцог Албоин, подкрепен и от папа Стефан II (752 – 757), който, след като се уверява в нарушаването на примирието с лангобардите, изисква въоръжената намеса на франките.
През 758 г. Албоин е нападнат и победен от новия крал Дезидерий (756 – 774), който, в продължение на централизиращата политика на Айзтулф, сваля херцога, като първоначално също управлява сам херцогството, за да го повери, по-късно първо на Гизулф (759), а след това на Теодиций.
През 774 г., след окончателното поражение на Дезидерий от Карл Велики, докато новините за Теодиций са изгубени, споменат през този период в Regesto Farfense като защитник на това абатство, някои сполетинци отиват в Рим и чрез символично подстригване на косата правят акт на подчинение на папа Адриан I (772 – 795). С папско назначаване херцог Илдепранд полага клетва пред папата и по същество прави херцогството феод на Наследството на Свети Петър. Традиционната лангобардска церемония на Gairethinx по случай избора на херцог остава окончателно поверена на историята. Херцогството има значително богатство, като се има предвид, че лангобардите контролират Виа Фламиния – важна транзитна артерия между Рим и бившия Равенски екзархат, освен тази на т. нар. „Византийски коридор“.

### Херцогството след падането на Лангобардското кралство (774 – 1198)
С разпадането на лангобардското владение поради военните кампании на франкските крале Пипин Късия (755 – 756) и Карл Велики (771 – 774) Херцогство Сполето попада под техен суверенитет. Папството, главният съюзник на франките, става важно в живота на херцогството, склонно да назначава или все пак да фаворизира „франкофилските“ херцози. Първият от тези франкски херцози, след Илдепранд (774 – 789) – херцог и папски управител, с когото завършва лангобардското управление, е Винигес I – херцог и маркиз, който управлява херцогството от 789 до 822 г. и който „...представляваше императорската власт в цяла Централна Италия и от името на Карл също се намесваше в политическия живот на Рим“.

От 880 г. херцог е Гуидо II (880 – 894 г.), също от франкско потекло. През 885 г. той побеждава сарацините при Гариляно, а през 889 г. – и Беренгар от Фриули. След това Гуидо е коронясан за крал на Италия от папа Стефан V. През 891 г. е коронясан за император от папа Формоза, като свързва сина си Ламберт с властта. Гуидо II умира през 894 г. Ламберт, свързан с баща си Гуидо на трона на Италия през 891 г., също е коронясан за император от папа Формоза след три години. Също така утвърден като законен император от Синода на епископите в Равена, той умира през 898 г., след като пада от коня си по време на лов.
В началото на 10 век херцог на Сполето е Алберих I – немски благородник. Той влиза в кръговете на римската аристокрация и се жени за Марозия – дъщеря на висшия папски служител Теофилакт. Марозия е най-влиятелната женска фигура в политиката на Италианското кралство до 932 г., когато, омъжена за трети път за своя девер Хуго I Провански, е затворена в крепостта Кастел Сант Анджело от сина ѝ Алберих II, новият доминус на Рим.
През 1155 г., след опожаряването на град Сполето от Фридрих Барбароса, през 1177 г. императорът поверява контрола на херцогската територия на Конрад от Урзлинген, който е номиниран за херцог на Сполето и граф на Асизи. Той е последният херцог и управлява от 1177 до 1198 г. Костанца д'Алтавила поверява закрилата на новородения Фридрих II на семейството на новия херцог. С избирането на папа Инокентий III в цяла Умбрия започва бавно да се оформя трансформацията на примитивния Patrimonium Petri, разширен от очевидните имперски дарения, към окончателната му форма на Папска държава: „Териториалните Recuperationes на Инокентий действащи в Анконската марка и в Херцогство Сполето, освен от широките административни отстъпки като избора на консули, вече експериментирани от Барбароса, бяха вдъхновени от папския легат заедно с политиката  на убеждаване на народите, основана на убеждението за моралното надмощие на Църквата срещу имперската тирания“.
След различни перипетии, които виждат границите на херцогството да се променят и териториите му да се отделят отново и отново или да се обединяват с Анконската марка и Романя, през 1198 г. Херцогство Сполето става част от Папската държава, с изключение на краткото връщане към Империята от 1222 до 1228 г. с Бертолд и Райналд от Урсзлинген. Макар и с намалена територия Херцогството продължава дълго време да съществува като автономна административна единица в Папската държава: с Папско писмо от 15 август 1499 г. Лукреция Борджия е назначена за управител на Херцогство Сполето.
Последният човек, който носи титлата „херцог на Сполето“, макар и номинално, е Аймон Савойски, четвърти херцог на Аоста (1900 - 1948 г.).

### Първични източници
- Павел Дякон, Historia Langobardorum
- Il regesto di Farfa compilato da Gregorio di Catino.   Roma, Soc. romana di storia patria.

### Историографска литература
- AA.VV.,La storia. Т. Vol. IV.   Novara, Mondadori.
- O. Bertolini, Roma di fronte a Bisanzio e ai Longobardi, inStoria di Roma.   Bologna. с. V, IX.
- G. Bognetti,L'età longobarda.   Milano., 1967, с. 441 сл.
- P.M. Conti,Il Ducato di Spoleto e la storia istituzionale dei Longobardi.   Spoleto. 1982
- Lidia Capo. Commento a Storia dei Longobardi.   Milano, Lorenzo Valla/Mondadori. ISBN 88-04-33010-4.
- A. Falce,La formazione della Marca Tuscia.   Firenze. 1930
- Ignazio Giorgi e Ugo Balzani (a cura di), Il regesto di Farfa compilato da Gregorio di Catino, Voll. I-V, Roma, Soc. romana di storia patria, 1914  [1879].
- Grasselli, Tarallo,Guida ai monasteri d'Italia.   Asti. 2007
- Jörg Jarnut,Storia dei Longobardi.   Torino, Einaudi. ISBN 88-06-13658-5.
- John N.D. Kelly,Vite dei Papi.   Casale Monferrato, Piemme. 2000
- Sergio Rovagnati, I Longobardi.   Milano, Xenia. ISBN 88-7273-484-3.
- Emilia Saracco Previdi, Tra Roma Farfa e Fermo.   Ascoli Piceno. 1990

### Актове
- Hagen Keller, La Marca di Tuscia fino all'anno Mille, in Atti del V Congresso internazionale di studi sull'Alto Medioevo: «Lucca e la Tuscia nell'alto Medioevo» (Lucca, 3-7 ottobre 1971), Spoleto, Centro italiano di studi sull'alto medioevo, 1973, ISBN 88-7988-104-3. URL consultato il 9 aprile 2019 (archiviato dall'url originale il 29 marzo 2016).
- Dal Patrimonio di San Pietro allo Stato Pontificio, Atti del convegno di studio svoltosi in occasione della quarta edizione del "Premio internazionale Ascoli Piceno" (Ascoli Piceno, 14-16 settembre 1990), Centro italiano di studi sull'alto medioevo, 2000.